# Convocazioni per il campionato europeo maschile di calcio 2000
Elenco dei giocatori convocati da ciascuna Nazionale partecipante agli Europei di calcio 2000.

## Gruppo A

### Germania
Allenatore:  Erich Ribbeck
| N. | Pos. | Giocatore         | Data nascita (età) | Pres. | Squadra           |
| -- | ---- | ----------------- | ------------------ | ----- | ----------------- |
| 1  | P    | Oliver Kahn       | 15 giugno 1969     | 23    | Bayern Monaco     |
| 2  | D    | Markus Babbel     | 8 settembre 1972   | 49    | Bayern Monaco     |
| 3  | D    | Marko Rehmer      | 29 aprile 1972     | 11    | Hertha Berlino    |
| 4  | D    | Thomas Linke      | 26 dicembre 1969   | 15    | Bayern Monaco     |
| 5  | C    | Marco Bode        | 23 luglio 1969     | 20    | Werder Brema      |
| 6  | D    | Jens Nowotny      | 11 gennaio 1974    | 19    | Bayer Leverkusen  |
| 7  | C    | Mehmet Scholl     | 16 ottobre 1970    | 26    | Bayern Monaco     |
| 8  | C    | Thomas Häßler     | 30 maggio 1966     | 99    | Monaco 1860       |
| 9  | A    | Ulf Kirsten       | 4 dicembre 1965    | 49    | Bayer Leverkusen  |
| 10 | D    | Lothar Matthäus   | 21 marzo 1961      | 147   | MetroStars        |
| 11 | A    | Paulo Rink        | 12 febbraio 1973   | 8     | Bayer Leverkusen  |
| 12 | P    | Jens Lehmann      | 10 novembre 1969   | 12    | Borussia Dortmund |
| 13 | C    | Michael Ballack   | 26 settembre 1976  | 6     | Bayer Leverkusen  |
| 14 | C    | Dietmar Hamann    | 27 agosto 1973     | 24    | Liverpool         |
| 15 | C    | Dariusz Wosz      | 8 giugno 1969      | 15    | Hertha Berlino    |
| 16 | C    | Jens Jeremies     | 5 marzo 1974       | 23    | Bayern Monaco     |
| 17 | C    | Christian Ziege   | 1º febbraio 1972   | 50    | Middlesbrough     |
| 18 | C    | Sebastian Deisler | 5 gennaio 1980     | 2     | Hertha Berlino    |
| 19 | A    | Carsten Jancker   | 28 agosto 1974     | 7     | Bayern Monaco     |
| 20 | A    | Oliver Bierhoff   | 1º maggio 1968     | 49    | Milan             |
| 21 | C    | Carsten Ramelow   | 20 marzo 1974      | 9     | Bayer Leverkusen  |
| 22 | P    | Hans-Jörg Butt    | 28 maggio 1974     | 1     | Amburgo           |

### Inghilterra
Allenatore:  Kevin Keegan
| N. | Pos. | Giocatore        | Data nascita (età) | Pres. | Squadra        |
| -- | ---- | ---------------- | ------------------ | ----- | -------------- |
| 1  | P    | David Seaman     | 19 settembre 1963  | 57    | Arsenal        |
| 2  | D    | Gary Neville     | 18 febbraio 1975   | 38    | Manchester Utd |
| 3  | D    | Philip Neville   | 21 gennaio 1977    | 25    | Manchester Utd |
| 4  | D    | Sol Campbell     | 18 settembre 1974  | 32    | Tottenham      |
| 5  | D    | Tony Adams       | 10 ottobre 1966    | 62    | Arsenal        |
| 6  | D    | Martin Keown     | 24 luglio 1966     | 30    | Arsenal        |
| 7  | C    | David Beckham    | 2 maggio 1975      | 30    | Manchester Utd |
| 8  | C    | Paul Scholes     | 16 novembre 1974   | 22    | Manchester Utd |
| 9  | A    | Alan Shearer     | 13 agosto 1970     | 59    | Newcastle Utd  |
| 10 | A    | Michael Owen     | 14 dicembre 1979   | 19    | Liverpool      |
| 11 | C    | Steve McManaman  | 11 febbraio 1972   | 27    | Real Madrid    |
| 12 | D    | Gareth Southgate | 3 settembre 1970   | 35    | Aston Villa    |
| 13 | P    | Nigel Martyn     | 11 agosto 1966     | 11    | Leeds Utd      |
| 14 | C    | Paul Ince        | 21 ottobre 1967    | 50    | Middlesbrough  |
| 15 | D    | Gareth Barry     | 23 febbraio 1981   | 2     | Aston Villa    |
| 16 | C    | Steven Gerrard   | 30 maggio 1980     | 0     | Liverpool      |
| 17 | C    | Dennis Wise      | 15 dicembre 1966   | 16    | Chelsea        |
| 18 | C    | Nick Barmby      | 11 febbraio 1974   | 13    | Everton        |
| 19 | A    | Emile Heskey     | 11 gennaio 1978    | 6     | Liverpool      |
| 20 | A    | Kevin Phillips   | 25 luglio 1973     | 5     | Sunderland     |
| 21 | A    | Robbie Fowler    | 9 aprile 1975      | 14    | Liverpool      |
| 22 | P    | Richard Wright   | 5 novembre 1977    | 1     | Ipswich Town   |

### Portogallo
Allenatore:  Humberto Coelho
| N. | Pos. | Giocatore         | Data nascita (età) | Pres. | Squadra             |
| -- | ---- | ----------------- | ------------------ | ----- | ------------------- |
| 1  | P    | Vítor Baía        | 15 ottobre 1969    | 69    | Porto               |
| 2  | D    | Jorge Costa       | 4 ottobre 1971     | 25    | Porto               |
| 3  | D    | Rui Jorge         | 27 marzo 1973      | 3     | Sporting Lisbona    |
| 4  | C    | José Luís Vidigal | 15 marzo 1973      | 3     | Sporting Lisbona    |
| 5  | D    | Fernando Couto    | 2 agosto 1969      | 62    | Lazio               |
| 6  | C    | Paulo Sousa       | 30 agosto 1970     | 43    | Parma               |
| 7  | C    | Luís Figo         | 4 novembre 1972    | 59    | Barcellona          |
| 8  | A    | João Pinto        | 19 agosto 1971     | 56    | Benfica             |
| 9  | A    | Ricardo Sá Pinto  | 10 ottobre 1972    | 36    | Real Sociedad       |
| 10 | C    | Rui Costa         | 29 marzo 1972      | 50    | Fiorentina          |
| 11 | C    | Sérgio Conceição  | 15 novembre 1974   | 22    | Lazio               |
| 12 | P    | Pedro Espinha     | 25 settembre 1965  | 3     | Vitória Guimarães   |
| 13 | D    | Dimas Teixeira    | 16 febbraio 1969   | 33    | Standard Liegi      |
| 14 | D    | Abel Xavier       | 30 novembre 1972   | 13    | Everton             |
| 15 | C    | Costinha          | 1º dicembre 1974   | 3     | Monaco              |
| 16 | D    | Beto              | 3 maggio 1976      | 4     | Sporting Lisbona    |
| 17 | C    | Paulo Bento       | 26 giugno 1969     | 20    | Real Oviedo         |
| 18 | A    | Pauleta           | 28 aprile 1973     | 13    | Deportivo La Coruña |
| 19 | C    | Capucho           | 21 febbraio 1972   | 12    | Porto               |
| 20 | D    | Carlos Secretário | 12 maggio 1970     | 28    | Porto               |
| 21 | A    | Nuno Gomes        | 5 luglio 1976      | 10    | Benfica             |
| 22 | P    | Quim              | 13 novembre 1975   | 2     | Braga               |

### Romania
Allenatore:  Imre Jenei
| N. | Pos. | Giocatore          | Data nascita (età) | Pres. | Squadra         |
| -- | ---- | ------------------ | ------------------ | ----- | --------------- |
| 1  | P    | Bogdan Lobonț      | 18 gennaio 1978    | 10    | Ajax            |
| 2  | D    | Dan Petrescu       | 22 dicembre 1967   | 89    | Chelsea         |
| 3  | D    | Liviu Ciobotariu   | 26 marzo 1971      | 22    | Standard Liegi  |
| 4  | D    | Iulian Filipescu   | 29 marzo 1974      | 34    | Betis           |
| 5  | C    | Constantin Gâlcă   | 8 marzo 1972       | 54    | Espanyol        |
| 6  | D    | Gheorghe Popescu   | 9 ottobre 1967     | 98    | Galatasaray     |
| 7  | A    | Adrian Mutu        | 8 gennaio 1979     | 4     | Inter           |
| 8  | C    | Dorinel Munteanu   | 25 giugno 1968     | 86    | Wolfsburg       |
| 9  | A    | Viorel Moldovan    | 8 agosto 1972      | 48    | Fenerbahçe      |
| 10 | C    | Gheorghe Hagi      | 5 febbraio 1965    | 122   | Galatasaray     |
| 11 | A    | Adrian Ilie        | 20 aprile 1974     | 34    | Valencia        |
| 12 | P    | Bogdan Stelea      | 5 dicembre 1967    | 65    | Salamanca UDS   |
| 13 | D    | Cristian Chivu     | 26 ottobre 1980    | 3     | Ajax            |
| 14 | C    | Florentin Petre    | 15 gennaio 1976    | 15    | Dinamo Bucarest |
| 15 | C    | Ioan Lupescu       | 9 dicembre 1968    | 68    | Dinamo Bucarest |
| 16 | C    | Laurențiu Roșu     | 26 ottobre 1975    | 12    | Steaua Bucarest |
| 17 | D    | Miodrag Belodedici | 20 maggio 1964     | 50    | Steaua Bucarest |
| 18 | A    | Ioan Ganea         | 10 agosto 1973     | 12    | Stoccarda       |
| 19 | C    | Erik Lincar        | 18 febbraio 1974   | 3     | Steaua Bucarest |
| 20 | C    | Cătălin Hîldan     | 3 febbraio 1976    | 5     | Dinamo Bucarest |
| 21 | P    | Florin Prunea      | 8 agosto 1968      | 36    | FCU Craiova     |
| 22 | D    | Cosmin Contra      | 15 dicembre 1975   | 12    | Alavés          |

## Gruppo B

### Belgio
Allenatore:  Robert Waseige
| N. | Pos. | Giocatore           | Data nascita (età) | Pres. | Squadra           |
| -- | ---- | ------------------- | ------------------ | ----- | ----------------- |
| 1  | P    | Filip De Wilde      | 5 luglio 1964      | 31    | Anderlecht        |
| 2  | D    | Éric Deflandre      | 2 agosto 1973      | 22    | Club Bruges       |
| 3  | D    | Joos Valgaeren      | 3 marzo 1976       | 4     | Roda JC           |
| 4  | D    | Lorenzo Staelens    | 30 aprile 1964     | 69    | Anderlecht        |
| 5  | C    | Philippe Clement    | 22 marzo 1974      | 11    | Club Bruges       |
| 6  | C    | Yves Vanderhaeghe   | 30 gennaio 1970    | 13    | R.E. Mouscron     |
| 7  | C    | Marc Wilmots        | 22 febbraio 1969   | 47    | Schalke 04        |
| 8  | C    | Bart Goor           | 9 aprile 1973      | 17    | Anderlecht        |
| 9  | A    | Émile Mpenza        | 4 luglio 1978      | 23    | Schalke 04        |
| 10 | A    | Branko Strupar      | 9 febbraio 1970    | 9     | Derby County      |
| 11 | A    | Gert Verheyen       | 20 settembre 1970  | 30    | Club Bruges       |
| 12 | P    | Geert De Vlieger    | 16 ottobre 1971    | 7     | Willem II         |
| 13 | P    | Frédéric Herpoel    | 16 agosto 1974     | 1     | Gent              |
| 14 | C    | Johan Walem         | 1º febbraio 1972   | 20    | Parma             |
| 15 | D    | Jacky Peeters       | 13 dicembre 1969   | 6     | Arminia Bielefeld |
| 16 | A    | Luc Nilis           | 25 maggio 1967     | 54    | PSV               |
| 17 | D    | Philippe Léonard    | 12 febbraio 1974   | 18    | Monaco            |
| 18 | C    | Nico Van Kerckhoven | 14 dicembre 1970   | 24    | Schalke 04        |
| 19 | D    | Eric Van Meir       | 28 febbraio 1968   | 17    | Lierse            |
| 20 | A    | Gilles De Bilde     | 9 giugno 1971      | 22    | Sheffield Weds    |
| 21 | A    | Mbo Mpenza          | 4 dicembre 1976    | 18    | Sporting Lisbona  |
| 22 | D    | Marc Hendrikx       | 2 luglio 1974      | 8     | Genk              |

### Italia
Allenatore:  Dino Zoff
| N. | Pos. | Giocatore            | Data nascita (età) | Pres. | Squadra    |
| -- | ---- | -------------------- | ------------------ | ----- | ---------- |
| 1  | P    | Christian Abbiati    | 8 luglio 1977      | 0     | Milan      |
| 2  | D    | Ciro Ferrara         | 11 febbraio 1967   | 47    | Juventus   |
| 3  | D    | Paolo Maldini        | 26 giugno 1968     | 105   | Milan      |
| 4  | C    | Demetrio Albertini   | 23 agosto 1971     | 67    | Milan      |
| 5  | D    | Fabio Cannavaro      | 13 settembre 1973  | 35    | Parma      |
| 6  | D    | Paolo Negro          | 16 aprile 1972     | 7     | Lazio      |
| 7  | C    | Angelo Di Livio      | 26 luglio 1966     | 28    | Fiorentina |
| 8  | C    | Antonio Conte        | 31 luglio 1969     | 18    | Juventus   |
| 9  | A    | Filippo Inzaghi      | 9 agosto 1973      | 21    | Juventus   |
| 10 | A    | Alessandro Del Piero | 9 novembre 1974    | 31    | Juventus   |
| 11 | D    | Gianluca Pessotto    | 11 agosto 1970     | 15    | Juventus   |
| 12 | P    | Francesco Toldo      | 2 dicembre 1971    | 9     | Fiorentina |
| 13 | D    | Alessandro Nesta     | 19 marzo 1976      | 25    | Lazio      |
| 14 | C    | Luigi Di Biagio      | 3 giugno 1971      | 15    | Inter      |
| 15 | D    | Mark Iuliano         | 12 agosto 1973     | 6     | Juventus   |
| 16 | C    | Massimo Ambrosini    | 29 maggio 1977     | 5     | Milan      |
| 17 | C    | Gianluca Zambrotta   | 19 febbraio 1977   | 7     | Juventus   |
| 18 | C    | Stefano Fiore        | 17 aprile 1975     | 5     | Udinese    |
| 19 | A    | Vincenzo Montella    | 18 giugno 1974     | 3     | Roma       |
| 20 | A    | Francesco Totti      | 27 settembre 1976  | 13    | Roma       |
| 21 | A    | Marco Delvecchio     | 7 aprile 1973      | 4     | Roma       |
| 22 | P    | Francesco Antonioli  | 14 settembre 1969  | 0     | Roma       |

### Svezia
Allenatore:  Lars Lagerbäck e  Tommy Söderberg
| N. | Pos. | Giocatore            | Data nascita (età) | Pres. | Squadra          |
| -- | ---- | -------------------- | ------------------ | ----- | ---------------- |
| 1  | P    | Magnus Hedman        | 19 marzo 1973      | 23    | Coventry City    |
| 2  | D    | Roland Nilsson       | 27 novembre 1963   | 112   | Helsingborg      |
| 3  | D    | Patrik Andersson     | 18 agosto 1971     | 77    | Bayern Monaco    |
| 4  | D    | Joachim Björklund    | 15 marzo 1971      | 73    | Valencia         |
| 5  | D    | Teddy Lučić          | 15 aprile 1973     | 30    | AIK              |
| 6  | D    | Gary Sundgren        | 25 ottobre 1967    | 28    | Real Saragozza   |
| 7  | C    | Håkan Mild           | 14 giugno 1971     | 56    | IFK Göteborg     |
| 8  | D    | Tomas Gustafsson     | 7 maggio 1973      | 2     | Coventry City    |
| 9  | C    | Fredrik Ljungberg    | 16 aprile 1977     | 15    | Arsenal          |
| 10 | A    | Jörgen Pettersson    | 29 maggio 1975     | 24    | Kaiserslautern   |
| 11 | C    | Niclas Alexandersson | 29 dicembre 1971   | 42    | Sheffield Weds   |
| 12 | P    | Magnus Kihlstedt     | 29 febbraio 1972   | 6     | Brann            |
| 13 | C    | Magnus Svensson      | 10 marzo 1969      | 12    | Brøndby          |
| 14 | C    | Olof Mellberg        | 3 settembre 1977   | 4     | Racing Santander |
| 15 | C    | Daniel Andersson     | 28 agosto 1977     | 20    | Bari             |
| 16 | C    | Anders Andersson     | 15 marzo 1974      | 13    | Aalborg          |
| 17 | C    | Johan Mjällby        | 9 settembre 1971   | 19    | Celtic           |
| 18 | A    | Yksel Osmanovski     | 24 febbraio 1977   | 5     | Bari             |
| 19 | A    | Kennet Andersson     | 6 ottobre 1967     | 76    | Bologna          |
| 20 | A    | Henrik Larsson       | 20 settembre 1971  | 48    | Celtic           |
| 21 | A    | Marcus Allbäck       | 5 luglio 1973      | 4     | Örgryte          |
| 22 | P    | Mattias Asper        | 20 marzo 1974      | 2     | AIK              |

### Turchia
Allenatore:  Mustafa Denizli
| N. | Pos. | Giocatore         | Data nascita (età) | Pres. | Squadra        |
| -- | ---- | ----------------- | ------------------ | ----- | -------------- |
| 1  | P    | Rüştü Reçber      | 10 maggio 1973     | 42    | Fenerbahçe     |
| 2  | C    | Tayfur Havutçu    | 23 aprile 1970     | 22    | Beşiktaş       |
| 3  | D    | Ogün Temizkanoğlu | 6 ottobre 1969     | 60    | Fenerbahçe     |
| 4  | D    | Fatih Akyel       | 26 dicembre 1977   | 14    | Galatasaray    |
| 5  | D    | Alpay Özalan      | 29 maggio 1973     | 45    | Fenerbahçe     |
| 6  | A    | Arif Erdem        | 2 gennaio 1972     | 33    | Galatasaray    |
| 7  | C    | Okan Buruk        | 19 ottobre 1973    | 10    | Galatasaray    |
| 8  | C    | Tugay Kerimoğlu   | 24 agosto 1970     | 56    | Rangers        |
| 9  | A    | Hakan Şükür       | 1º settembre 1971  | 53    | Galatasaray    |
| 10 | C    | Sergen Yalçın     | 5 ottobre 1972     | 29    | Galatasaray    |
| 11 | D    | Tayfun Korkut     | 2 aprile 1974      | 23    | Fenerbahçe     |
| 12 | P    | Ömer Çatkıç       | 15 gennaio 1974    | 0     | Gaziantepspor  |
| 13 | D    | Osman Özköylü     | 26 agosto 1971     | 11    | Trabzonspor    |
| 14 | D    | Suat Kaya         | 26 agosto 1967     | 7     | Galatasaray    |
| 15 | C    | Muzzy İzzet       | 31 ottobre 1974    | 0     | Leicester City |
| 16 | D    | Ergün Penbe       | 17 maggio 1972     | 4     | Galatasaray    |
| 17 | A    | Oktay Derelioğlu  | 17 dicembre 1975   | 13    | Gaziantepspor  |
| 18 | C    | Ayhan Akman       | 23 febbraio 1977   | 6     | Beşiktaş       |
| 19 | D    | Abdullah Ercan    | 8 dicembre 1971    | 52    | Fenerbahçe     |
| 20 | C    | Hakan Ünsal       | 14 maggio 1973     | 13    | Galatasaray    |
| 21 | P    | Fevzi Tuncay      | 14 luglio 1977     | 1     | Beşiktaş       |
| 22 | D    | Ümit Davala       | 30 luglio 1973     | 7     | Galatasaray    |

## Gruppo C

### Jugoslavia
Allenatore:  Vujadin Boškov
| N. | Pos. | Giocatore            | Data nascita (età) | Pres. | Squadra             |
| -- | ---- | -------------------- | ------------------ | ----- | ------------------- |
| 1  | P    | Milorad Korać        | 10 marzo 1969      | 0     | Obilić              |
| 2  | D    | Ivan Dudić           | 13 febbraio 1977   | 3     | Stella Rossa        |
| 3  | D    | Goran Đorović        | 11 novembre 1971   | 42    | Celta Vigo          |
| 4  | C    | Slaviša Jokanović    | 16 agosto 1968     | 52    | Deportivo La Coruña |
| 5  | D    | Miroslav Đukić       | 19 febbraio 1966   | 37    | Valencia            |
| 6  | C    | Dejan Stanković      | 11 settembre 1978  | 20    | Lazio               |
| 7  | C    | Vladimir Jugović     | 30 agosto 1969     | 34    | Inter               |
| 8  | A    | Predrag Mijatović    | 19 gennaio 1969    | 49    | Fiorentina          |
| 9  | A    | Savo Milošević       | 2 settembre 1973   | 44    | Real Saragozza      |
| 10 | C    | Dragan Stojković     | 3 marzo 1965       | 78    | Nagoya Grampus      |
| 11 | D    | Siniša Mihajlović    | 20 febbraio 1969   | 44    | Lazio               |
| 12 | P    | Željko Cicović       | 8 settembre 1971   | 3     | Las Palmas          |
| 13 | D    | Slobodan Komljenović | 2 gennaio 1971     | 18    | Kaiserslautern      |
| 14 | D    | Niša Saveljić        | 27 marzo 1970      | 28    | Bordeaux            |
| 15 | C    | Goran Bunjevčević    | 17 febbraio 1973   | 5     | Stella Rossa        |
| 16 | C    | Dejan Govedarica     | 2 ottobre 1969     | 26    | RKC Waalwijk        |
| 17 | A    | Ljubinko Drulović    | 11 settembre 1968  | 27    | Porto               |
| 18 | A    | Darko Kovačević      | 18 novembre 1973   | 35    | Juventus            |
| 19 | C    | Jovan Stanković      | 4 marzo 1971       | 7     | Maiorca             |
| 20 | A    | Mateja Kežman        | 12 aprile 1979     | 3     | Partizan            |
| 21 | C    | Albert Nađ           | 29 ottobre 1974    | 33    | Real Oviedo         |
| 22 | P    | Ivica Kralj          | 26 marzo 1973      | 33    | PSV                 |

### Norvegia
Allenatore:  Nils Johan Semb
| N. | Pos. | Giocatore           | Data nascita (età) | Pres. | Squadra        |
| -- | ---- | ------------------- | ------------------ | ----- | -------------- |
| 1  | P    | Thomas Myhre        | 16 ottobre 1973    | 10    | Everton        |
| 2  | D    | André Bergdølmo     | 13 ottobre 1971    | 24    | Rosenborg      |
| 3  | D    | Bjørn Otto Bragstad | 5 gennaio 1971     | 11    | Rosenborg      |
| 4  | D    | Henning Berg        | 1º settembre 1969  | 70    | Manchester Utd |
| 5  | D    | Trond Andersen      | 6 gennaio 1975     | 8     | Wimbledon FC   |
| 6  | C    | Roar Strand         | 2 febbraio 1970    | 23    | Rosenborg      |
| 7  | C    | Erik Mykland        | 21 luglio 1971     | 72    | Panathīnaïkos  |
| 8  | C    | Ståle Solbakken     | 27 febbraio 1968   | 57    | Aalborg        |
| 9  | A    | Tore André Flo      | 15 giugno 1973     | 48    | Chelsea        |
| 10 | C    | Kjetil Rekdal       | 6 novembre 1968    | 83    | Vålerenga      |
| 11 | C    | Bent Skammelsrud    | 18 maggio 1966     | 35    | Rosenborg      |
| 12 | P    | Frode Olsen         | 12 ottobre 1967    | 14    | Siviglia       |
| 13 | P    | Morten Bakke        | 16 dicembre 1968   | 1     | Molde          |
| 14 | D    | Vegard Heggem       | 13 luglio 1975     | 18    | Liverpool      |
| 15 | C    | John Arne Riise     | 24 settembre 1980  | 5     | Monaco         |
| 16 | D    | Dan Eggen           | 13 gennaio 1970    | 17    | Alavés         |
| 17 | A    | John Carew          | 5 settembre 1979   | 12    | Rosenborg      |
| 18 | A    | Steffen Iversen     | 10 novembre 1976   | 15    | Tottenham      |
| 19 | C    | Eirik Bakke         | 13 settembre 1977  | 5     | Leeds Utd      |
| 20 | A    | Ole Gunnar Solskjær | 26 febbraio 1973   | 30    | Manchester Utd |
| 21 | C    | Vidar Riseth        | 21 aprile 1972     | 25    | Celtic         |
| 22 | D    | Stig Inge Bjørnebye | 11 dicembre 1969   | 71    | Liverpool      |

### Slovenia
Allenatore:  Srečko Katanec
| N. | Pos. | Giocatore        | Data nascita (età) | Pres. | Squadra         |
| -- | ---- | ---------------- | ------------------ | ----- | --------------- |
| 1  | P    | Marko Simeunovič | 6 dicembre 1967    | 26    | Maribor         |
| 2  | D    | Spasoje Bulajič  | 24 novembre 1975   | 8     | Colonia         |
| 3  | D    | Željko Milinovič | 22 aprile 1976     | 16    | LASK Linz       |
| 4  | D    | Darko Milanič    | 18 dicembre 1967   | 40    | Sturm Graz      |
| 5  | D    | Marinko Galič    | 22 aprile 1970     | 50    | Maribor         |
| 6  | D    | Aleksander Knavs | 5 dicembre 1975    | 21    | Tirol Innsbruck |
| 7  | C    | Đoni Novak       | 4 settembre 1969   | 47    | Sedan           |
| 8  | C    | Aleš Čeh         | 7 aprile 1968      | 51    | Grazer AK       |
| 9  | A    | Sašo Udovič      | 13 dicembre 1968   | 37    | LASK Linz       |
| 10 | C    | Zlatko Zahovič   | 1º febbraio 1971   | 46    | Olympiacos      |
| 11 | C    | Miran Pavlin     | 8 ottobre 1971     | 24    | Karlsruhe       |
| 12 | P    | Mladen Dabanovič | 13 settembre 1971  | 12    | Lokeren         |
| 13 | C    | Mladen Rudonja   | 26 luglio 1971     | 37    | Sint-Truiden    |
| 14 | C    | Saša Gajser      | 11 febbraio 1974   | 5     | Gent            |
| 15 | D    | Rudi Istenič     | 10 gennaio 1971    | 17    | Uerdingen 05    |
| 16 | C    | Anton Žlogar     | 24 gennaio 1977    | 1     | Gorica          |
| 17 | A    | Ermin Šiljak     | 11 maggio 1973     | 19    | Servette        |
| 18 | A    | Milenko Ačimovič | 15 febbraio 1977   | 20    | Stella Rossa    |
| 19 | D    | Amir Karič       | 31 dicembre 1977   | 24    | Maribor         |
| 20 | A    | Milan Osterc     | 4 luglio 1975      | 20    | Olimpia Lubiana |
| 21 | C    | Zoran Pavlovič   | 27 giugno 1976     | 4     | Dinamo Zagabria |
| 22 | P    | Dejan Nemec      | 1º marzo 1977      | 0     | Mura            |

### Spagna
Allenatore:  José Antonio Camacho
| N. | Pos. | Giocatore           | Data nascita (età) | Pres. | Squadra             |
| -- | ---- | ------------------- | ------------------ | ----- | ------------------- |
| 1  | P    | Santiago Cañizares  | 18 dicembre 1969   | 24    | Valencia            |
| 2  | D    | Míchel Salgado      | 22 ottobre 1975    | 13    | Real Madrid         |
| 3  | D    | Agustín Aranzábal   | 15 marzo 1973      | 18    | Real Sociedad       |
| 4  | C    | Josep Guardiola     | 18 gennaio 1971    | 35    | Barcellona          |
| 5  | D    | Abelardo            | 19 aprile 1970     | 43    | Barcellona          |
| 6  | D    | Fernando Hierro     | 23 marzo 1968      | 71    | Real Madrid         |
| 7  | C    | Iván Helguera       | 28 marzo 1975      | 6     | Real Madrid         |
| 8  | C    | Fran                | 14 luglio 1969     | 10    | Deportivo La Coruña |
| 9  | A    | Pedro Munitis       | 19 giugno 1975     | 10    | Racing Santander    |
| 10 | A    | Raúl                | 27 giugno 1977     | 31    | Real Madrid         |
| 11 | A    | Alfonso             | 26 settembre 1972  | 32    | Betis               |
| 12 | D    | Sergi               | 28 dicembre 1971   | 44    | Barcellona          |
| 13 | P    | Iker Casillas       | 20 maggio 1981     | 1     | Real Madrid         |
| 14 | C    | Gerard              | 12 marzo 1979      | 0     | Valencia            |
| 15 | C    | Vicente Engonga     | 20 ottobre 1965    | 13    | Maiorca             |
| 16 | C    | Gaizka Mendieta     | 27 marzo 1974      | 13    | Valencia            |
| 17 | A    | Joseba Etxeberria   | 5 settembre 1977   | 26    | Athletic Bilbao     |
| 18 | D    | Paco                | 18 aprile 1970     | 12    | Real Saragozza      |
| 19 | D    | Juan Velasco        | 17 maggio 1977     | 3     | Celta Vigo          |
| 20 | A    | Ismael Urzaiz       | 7 ottobre 1971     | 16    | Athletic Bilbao     |
| 21 | C    | Juan Carlos Valerón | 17 giugno 1975     | 9     | Atlético Madrid     |
| 22 | P    | José Molina         | 8 agosto 1970      | 8     | Atlético Madrid     |

## Gruppo D

### Danimarca
Allenatore:  Bo Johansson
| N. | Pos. | Giocatore           | Data nascita (età) | Pres. | Squadra          |
| -- | ---- | ------------------- | ------------------ | ----- | ---------------- |
| 1  | P    | Peter Schmeichel    | 18 novembre 1963   | 122   | Sporting Lisbona |
| 2  | C    | Michael Schjønberg  | 19 gennaio 1967    | 42    | Kaiserslautern   |
| 3  | D    | René Henriksen      | 27 agosto 1969     | 18    | Panathīnaïkos    |
| 4  | D    | Jes Høgh            | 7 maggio 1966      | 57    | Chelsea          |
| 5  | D    | Jan Heintze         | 17 agosto 1963     | 63    | PSV              |
| 6  | D    | Thomas Helveg       | 24 giugno 1971     | 50    | Milan            |
| 7  | C    | Allan Nielsen       | 13 marzo 1971      | 34    | Tottenham        |
| 8  | A    | Jesper Grønkjær     | 18 febbraio 1977   | 10    | Ajax             |
| 9  | A    | Jon Dahl Tomasson   | 29 agosto 1976     | 19    | Feyenoord        |
| 10 | A    | Martin Jørgensen    | 6 ottobre 1975     | 24    | Udinese          |
| 11 | A    | Ebbe Sand           | 19 luglio 1972     | 25    | Schalke 04       |
| 12 | D    | Søren Colding       | 2 settembre 1972   | 24    | Brøndby          |
| 13 | D    | Martin Laursen      | 26 luglio 1977     | 3     | Verona           |
| 14 | C    | Brian Steen Nielsen | 28 dicembre 1968   | 50    | AB               |
| 15 | C    | Stig Tøfting        | 14 agosto 1969     | 20    | Duisburg         |
| 16 | P    | Thomas Sørensen     | 12 maggio 1976     | 1     | Sunderland       |
| 17 | C    | Bjarne Goldbæk      | 6 ottobre 1968     | 23    | Fulham           |
| 18 | A    | Miklos Molnar       | 10 aprile 1970     | 17    | K.C. Wizards     |
| 19 | C    | Morten Bisgaard     | 25 giugno 1974     | 4     | Udinese          |
| 20 | C    | Thomas Gravesen     | 11 marzo 1976      | 7     | Amburgo          |
| 21 | A    | Mikkel Beck         | 12 maggio 1973     | 18    | Aalborg          |
| 22 | P    | Peter Kjær          | 5 novembre 1965    | 0     | Silkeborg        |

### Francia
Allenatore:  Roger Lemerre
| N. | Pos. | Giocatore          | Data nascita (età) | Pres. | Squadra             |
| -- | ---- | ------------------ | ------------------ | ----- | ------------------- |
| 1  | P    | Bernard Lama       | 7 aprile 1963      | 42    | Paris Saint-Germain |
| 2  | D    | Vincent Candela    | 24 ottobre 1973    | 21    | Roma                |
| 3  | D    | Bixente Lizarazu   | 9 dicembre 1969    | 55    | Bayern Monaco       |
| 4  | C    | Patrick Vieira     | 23 giugno 1976     | 25    | Arsenal             |
| 5  | D    | Laurent Blanc      | 19 novembre 1965   | 91    | Inter               |
| 6  | C    | Youri Djorkaeff    | 9 marzo 1968       | 63    | Kaiserslautern      |
| 7  | C    | Didier Deschamps   | 15 ottobre 1968    | 96    | Chelsea             |
| 8  | D    | Marcel Desailly    | 7 settembre 1968   | 67    | Chelsea             |
| 9  | A    | Nicolas Anelka     | 14 marzo 1979      | 12    | Real Madrid         |
| 10 | C    | Zinédine Zidane    | 23 giugno 1972     | 54    | Juventus            |
| 11 | C    | Robert Pirès       | 29 gennaio 1973    | 35    | Olympique Marsiglia |
| 12 | A    | Thierry Henry      | 17 agosto 1977     | 17    | Arsenal             |
| 13 | A    | Sylvain Wiltord    | 10 maggio 1974     | 14    | Bordeaux            |
| 14 | C    | Johan Micoud       | 24 luglio 1973     | 6     | Bordeaux            |
| 15 | D    | Lilian Thuram      | 1º gennaio 1972    | 58    | Parma               |
| 16 | P    | Fabien Barthez     | 28 giugno 1971     | 34    | Manchester Utd      |
| 17 | C    | Emmanuel Petit     | 22 settembre 1970  | 39    | Arsenal             |
| 18 | D    | Frank Lebœuf       | 22 gennaio 1968    | 29    | Chelsea             |
| 19 | C    | Christian Karembeu | 3 dicembre 1970    | 43    | Real Madrid         |
| 20 | A    | David Trezeguet    | 15 ottobre 1977    | 18    | Monaco              |
| 21 | A    | Christophe Dugarry | 24 marzo 1972      | 39    | Bordeaux            |
| 22 | P    | Ulrich Ramé        | 19 settembre 1972  | 2     | Bordeaux            |

### Paesi Bassi
Allenatore:  Frank Rijkaard
| N. | Pos. | Giocatore                | Data nascita (età) | Pres. | Squadra             |
| -- | ---- | ------------------------ | ------------------ | ----- | ------------------- |
| 1  | P    | Edwin van der Sar        | 29 ottobre 1970    | 48    | Juventus            |
| 2  | D    | Michael Reiziger         | 3 maggio 1973      | 41    | Barcellona          |
| 3  | D    | Jaap Stam                | 17 luglio 1972     | 33    | Manchester Utd      |
| 4  | D    | Frank de Boer            | 15 maggio 1970     | 77    | Barcellona          |
| 5  | C    | Boudewijn Zenden         | 15 agosto 1976     | 22    | Barcellona          |
| 6  | C    | Clarence Seedorf         | 1º aprile 1976     | 49    | Inter               |
| 7  | C    | Phillip Cocu             | 29 ottobre 1970    | 42    | Barcellona          |
| 8  | C    | Edgar Davids             | 13 marzo 1973      | 30    | Juventus            |
| 9  | A    | Patrick Kluivert         | 1º luglio 1976     | 42    | Barcellona          |
| 10 | A    | Dennis Bergkamp          | 10 maggio 1969     | 75    | Arsenal             |
| 11 | C    | Marc Overmars            | 29 marzo 1973      | 56    | Arsenal             |
| 12 | D    | Giovanni van Bronckhorst | 5 febbraio 1975    | 17    | Rangers             |
| 13 | D    | Bert Konterman           | 14 gennaio 1971    | 10    | Feyenoord           |
| 14 | A    | Peter van Vossen         | 21 aprile 1968     | 29    | Feyenoord           |
| 15 | C    | Paul Bosvelt             | 26 marzo 1970      | 3     | Feyenoord           |
| 16 | C    | Ronald de Boer           | 15 maggio 1970     | 59    | Barcellona          |
| 17 | A    | Pierre van Hooijdonk     | 29 novembre 1969   | 20    | Vitesse             |
| 18 | P    | Ed de Goey               | 20 dicembre 1966   | 31    | Chelsea             |
| 19 | D    | Arthur Numan             | 14 dicembre 1969   | 38    | Rangers             |
| 20 | C    | Aron Winter              | 1º marzo 1967      | 81    | Ajax                |
| 21 | A    | Roy Makaay               | 9 marzo 1975       | 3     | Deportivo La Coruña |
| 22 | P    | Sander Westerveld        | 23 ottobre 1974    | 2     | Liverpool           |

### Repubblica Ceca
Allenatore:  Jozef Chovanec
| N. | Pos. | Giocatore         | Data nascita (età) | Pres. | Squadra         |
| -- | ---- | ----------------- | ------------------ | ----- | --------------- |
| 1  | P    | Pavel Srníček     | 10 marzo 1968      | 32    | Sheffield Weds  |
| 2  | D    | Tomáš Řepka       | 2 gennaio 1974     | 37    | Fiorentina      |
| 3  | C    | Radoslav Látal    | 6 gennaio 1970     | 55    | Schalke 04      |
| 4  | C    | Pavel Nedvěd      | 30 agosto 1972     | 44    | Lazio           |
| 5  | D    | Milan Fukal       | 16 maggio 1975     | 4     | Sparta Praga    |
| 6  | C    | Petr Vlček        | 18 ottobre 1973    | 15    | Slavia Praga    |
| 7  | C    | Jiří Němec        | 15 maggio 1966     | 80    | Schalke 04      |
| 8  | C    | Karel Poborský    | 30 marzo 1972      | 56    | Benfica         |
| 9  | A    | Pavel Kuka        | 1º luglio 1968     | 77    | Stoccarda       |
| 10 | A    | Jan Koller        | 30 marzo 1973      | 15    | Anderlecht      |
| 11 | C    | Tomáš Rosický     | 4 ottobre 1980     | 2     | Sparta Praga    |
| 12 | A    | Vratislav Lokvenc | 27 settembre 1973  | 30    | Sparta Praga    |
| 13 | C    | Radek Bejbl       | 29 agosto 1972     | 48    | Atlético Madrid |
| 14 | C    | Pavel Horváth     | 22 aprile 1975     | 8     | Slavia Praga    |
| 15 | C    | Marek Jankulovski | 9 maggio 1977      | 0     | Baník Ostrava   |
| 16 | P    | Ladislav Maier    | 4 gennaio 1966     | 6     | Rapid Vienna    |
| 17 | A    | Vladimír Šmicer   | 24 maggio 1973     | 42    | Liverpool       |
| 18 | D    | Jiří Novotný      | 7 aprile 1970      | 24    | Sparta Praga    |
| 19 | D    | Karel Rada        | 2 marzo 1972       | 43    | Slavia Praga    |
| 20 | C    | Patrik Berger     | 10 novembre 1973   | 39    | Liverpool       |
| 21 | D    | Petr Gabriel      | 17 maggio 1973     | 8     | Sparta Praga    |
| 22 | P    | Jaromír Blažek    | 29 dicembre 1972   | 0     | Sparta Praga    |